# Aeroportul Riberalta
Aeroportul Riberalta (IATA: RIB, ICAO: SLRI) este un aeroport din Bolivia ce deservește zona Riberalta. A fost numit după zona deservită.
Situat la o altitudine de 141 m, aeroportul dispune de o singură pistă.